# 卡爾曼卡區

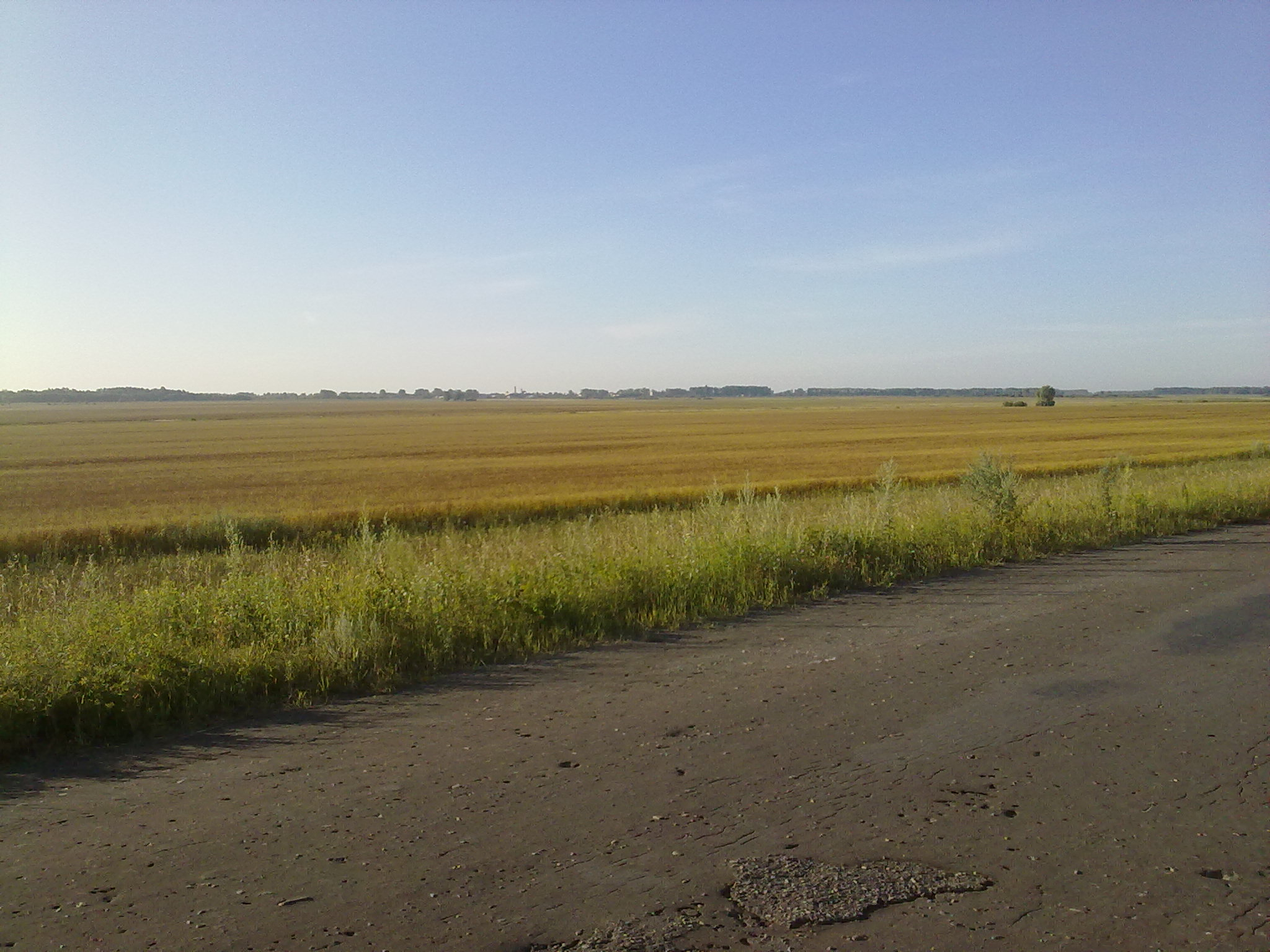

52°53′57″N 83°32′36″E / 52.89917°N 83.54333°E
卡爾曼卡區（俄语：Калманский район），是俄羅斯的一個區，位於該國南部，由阿爾泰邊疆區負責管轄，面積1,820平方公里，2010年人口14,331，人口密度每平方公里7.87人。